# Ichthiacris spinifera
Ichthiacris spinifera är en insektsart som beskrevs av Kevan, D.K.M. 1990. Ichthiacris spinifera ingår i släktet Ichthiacris och familjen Pyrgomorphidae. Inga underarter finns listade i Catalogue of Life.